# Snow Trac
El Snow Trac es un vehículo para ser utilizado en terrenos nevados, utiliza tracción a oruga.

## Historia y características
En el año 1954, Lars Larsson, ingeniero de la empresa AB Westeråsmaskiner (fabricante de maquinarias agrícolas en Suecia), diseñó el vehículo para nieve a pedido de su hermano, a quien le gustaba pescar en invierno y requería de una maquinaria ideal para alcanzar los lugares de pesca en zonas de mucha nieve.
Se fabricó desde 1957 hasta 1981 en Suecia, las orugas son de goma impulsado por un motor Volkswagen, de 40 HP.
El vehículo fue diseñado para desplazarse en terrenos nevados, su tamaño es el de un coche pequeño.
En la configuración de la cabina estándar, sólo el conductor mira hacia adelante, la parte posterior del vehículo está dotado con asientos laterales tipo banco, la capacidad de ese sector es de seis pasajeros. 
La única puerta de acceso al interior de la cabina está en la parte posterior del vehículo.
El Snow Trac resultó ser un éxito y se exportaron cientos de ellos a Alaska, Canadá, Escocia y a distintos lugares del mundo.
Se produjeron versiones sin los asientos posteriores para facilitar el transporte y se produjeron versiones adaptadas para trabajar en zonas desérticas (techo de lona) y se los denominó Sand Trac.